# 1848年太平紳士保障法令
《1848年太平紳士保障法令》（英語：Justices Protection Act 1848；11 & 12 Vict. c.44）是英國國會的一項法令，旨在保障英格蘭及威爾斯的太平紳士免於因其判決遭人提出民事訴訟。
該法令由約翰·傑維斯（John Jervis）提出並起草，是所謂《傑維斯法令》（Jervis Acts）之一部分。

## 背景
在該法令生效之前，太平紳士（即裁判官）在執行其職務時所作出的決定有受到刑事檢控或民事起訴的風險，妨礙了他們履行職責。對決定不滿的個人可以通過對太平紳士提出民事訴訟來發起事實上的挑戰，甚至可以重新聆訊他的案件。他們可以通過移審令狀向太平紳士提出有關超出司法管轄範圍的損害賠償要求，這種情況尤為普遍。然而，法庭仍會利用各種機會狹義地詮釋法律以排除挑戰，例如在Bumboat案中，Sheridan懷疑是否真的存在廣泛的問題。
約翰·傑維斯爵士是英格蘭及威爾斯檢察總長，他贊同一個普遍的觀點，即關於太平紳士的法律已過時且需要改革。此外，隨著刑事法律立法的興起，太平紳士變得越來越重要。該法令是三部《傑維斯法令》之一，另外兩部是《1848年簡易程序司法管轄權法令》（Summary Jurisdiction Act 1848）及《1848年可公訴罪行法令》（Indictable Offences Act 1848）。

## 條文
該法令的詳題是：
|  | An Act to protect Justices of the Peace from Vexatious Actions for Acts done by them in Execution of their Office. 本法令旨在保障太平紳士免於因在執行其職務時所作出的作為而遭受無理纏擾的訴訟。 |

該法令首次在英格蘭及威爾斯區分了太平紳士「在其司法管轄權範圍內所作的作為」（act within his jurisdiction）與「無司法管轄權或超越司法管轄權的作為」（act done without or in excess of jurisdiction）。如果指稱「該項作為是惡意作出兼且沒有合理及頗能成立的因由」（such act was done maliciously and without reasonable and probable cause），則只能針對司法管轄權範圍內的作為申索賠償。

## 廢除
引入類似保障的《1979年太平紳士法令》廢除了該法令。有關條文現載錄於《2003年法院法令》第31至33條中。

## 相關法例
《1750年警員保障法令》此前已訂定條文保障警員「及其他人員」免於因執行法院命令而遭起訴，由《1848年太平紳士保障法令》廢除。